# Gold (album Roberta M)
Gold – szósty album polskiego DJ-a i producenta muzycznego Roberta M. Wydawnictwo ukazało się 25 października 2010 roku nakładem wytwórni muzycznej My Music w dystrybucji EMI Music Poland.
Nagrania dotarły do 39. miejsca zestawienia OLiS. 16 marca 2011 roku płyta uzyskała certyfikat złotej, a 5 sierpnia 2015 – platynowej.

## Lista utworów
Opracowano na podstawie materiału źródłowego.
1. Robert M – "Dance Hall Track (Radio Edit)" (gościnnie: Nicco, produkcja: Nicco, Robert M) – 3:20
2. Robert M, Fan's – "Love (Radio Edit)" (produkcja: Robert M) – 3:35
3. Robert M, Dirty Rush – "Super Bomb (Radio Edit)" (produkcja: Dirty Rush, Robert M) – 3:25
4. Robert M – "5am (Radio Edit)" (produkcja: Robert M) – 4:03
5. Robert M – "All Day All Night (Radio Edit)" (produkcja: Robert M) – 3:23
6. Robert M – "Down The Line (Radio Edit)" (produkcja: Robert M) – 3:18
7. Robert M – "New Feeling (Radio Edit)" (produkcja: Robert M) – 3:31
8. Robert M, Barillo – "Latino (Radio Edit)" (produkcja: Barillo, Robert M) – 3:04
9. Robert M, Bio Punk – "Start Again (Radio Edit)" (produkcja: Bio Punk, Robert M) – 3:08
10. Robert M, Viktor Fox – "Rio (Radio Edit)" (gościnnie: Mc Jacob, produkcja:  MC Jacob, Robert M, Viktor Fox) – 3:17
11. Robert M, Nicco – "Dance Hall Track (Josh Mosh Radio Edit)" (produkcja: Josh Mosh, Nicco, Robert M, remiks: Josh Mosh) – 3:11
12. Robert M, Dirty Rush – "Super Bomb (Josh Mosh Radio Edit)" (produkcja: Dirty Rush, Josh Mosh, Robert M, remiks: Josh Mosh) – 5:07
13. Robert M, Bio Punk – "Start Again (Ibiza Edit)" (produkcja: Bio Punk, Robert M) – 3:09
14. 3R – "Shine On (Radio Edit)" (produkcja: Remo, Rush, Robert M) – 3:17